# 7120 Девідґевайн
7120 Девідґевайн (7120 Davidgavine, 1989 AD3, 1977 RJ2, 1991 NQ7, 1994 BK) — астероїд головного поясу, відкритий 4 січня 1989 року.
Тіссеранів параметр щодо Юпітера — 3,298.